# نورثروپ وای‌سی-۱۲۵ رایدر
نورثروپ وای‌سی-۱۲۵ رایدر (به انگلیسی: Northrop YC-125 Raider) یک هواپیمای ساختِ کارخانهٔ نورثروپ در کشور ایالات متحده آمریکا است که در سال ۱۹۴۹–۱۹۵۰ ساخته شد. نخستین استفاده‌کنندهٔ این هواپیما نیروی هوایی ایالات متحده آمریکا بوده‌است. این هواپیما برای نخستین بار در ۱ اوت ۱۹۴۹ میلادی مورد استفاده قرار گرفت.